# Kulturpflanze
Kulturpflanze (abreviado Kulturpflanze) es una revista con ilustraciones y descripciones botánicas que es editada en Aschersleben desde el año 1953 con el nombre de Kulturpflanze. Bericht und Mitteilungen aus dem Institut für Kulturpflanzenforschung der Deutschen Akademie der Wissenschaften zu Berlin in Gatersleben Krs.